# UAE Team ADQ
El UAE Team ADQ (código UCI: UAD) es un equipo ciclista femenino de los Emiratos Árabes Unidos de categoría UCI Women's WorldTeam, máxima categoría femenina del ciclismo en ruta a nivel mundial.

## Material ciclista
El equipo utiliza bicicletas Colnago.

## Clasificaciones UCI
Las clasificaciones del equipo y de su ciclista más destacado son las siguientes:
| Temporada | Clasificación por equipos | Mejor corredor    | Posición |
| 2016      | 8.º                       | Marta Bastianelli | 16.ª     |
| 2017      | 8.º                       | Chloe Hosking     | 10.ª     |
| 2018      | 8.º                       | Marta Bastianelli | 10.ª     |
| 2019      | 11.º                      | Soraya Paladin    | 11.ª     |
| 2020      | 8.º                       | Mavi García       | 14.ª     |
| 2021      |                           | Bandera de ?      |          |

## Palmarés
Para años anteriores véase: Palmarés del UAE Team ADQ.

### Palmarés 2025

#### UCI WorldTour Femenino
| Fechas       | Carreras                             | Ganadora             |
| 8 de febrero | 3.ª etapa del UAE Tour               | Elisa Longo Borghini |
| 9 de febrero | UAE Tour                             | Elisa Longo Borghini |
| 13 de julio  | Giro de Italia                       | Elisa Longo Borghini |
| 31 de julio  | 6.ª etapa del Tour de Francia        | Maeva Squiban        |
| 1 de agosto  | 7.ª etapa del Tour de Francia        | Maeva Squiban        |
| 15 de agosto | 1.ª etapa del Tour de Romandía (CRI) | Paula Blasi          |

#### UCI ProSeries
| Fechas      | Carreras            | Ganadora             |
| 2 de abril  | A Través de Flandes | Elisa Longo Borghini |
| 18 de abril | Flecha Brabanzona   | Elisa Longo Borghini |

#### Calendario UCI Femenino
| Fechas      | Carreras                                         | Ganadora            |
| 6 de marzo  | 1.ª etapa B de la Vuelta a Extremadura Féminas   | Greta Marturano     |
| 9 de marzo  | Trofeo Oro in Euro                               | Karlijn Swinkels    |
| 20 de abril | Gran Premio de Chambéry                          | Erica Magnaldi      |
| 25 de abril | Gran Premio della Liberazione                    | Paula Blasi         |
| 8 de mayo   | Clásica Punta de Raz                             | Paula Blasi         |
| 10 de mayo  | Gran Premio de Morbihan                          | Eleonora Gasparrini |
| 15 de junio | 3.ª etapa del Tour Internacional de los Pirineos | Brodie Chapman      |
| 19 de julio | La Périgord Ladies                               | Paula Blasi         |
| 20 de julio | La Picto-Charentaise                             | Dominika Włodarczyk |

#### Campeonatos nacionales
| Fechas      | Carreras                                                | Ganadora             |
| 9 de enero  | Campeonato de Australia Contrarreloj (CRI)              | Brodie Chapman       |
| 12 de abril | Campeonato de Emiratos Árabes Unidos Contrarreloj (CRI) | Safia Al Sayegh      |
| 19 de abril | Campeonato de Emiratos Árabes Unidos en Ruta            | Safia Al Sayegh      |
| 28 de junio | Campeonato de Italia en Ruta                            | Elisa Longo Borghini |

## Plantillas
Para años anteriores, véase Plantillas del UAE Team ADQ

### Plantilla 2025
| Integrantes del equipo 2025       | Integrantes del equipo 2025 | Integrantes del equipo 2025       | Integrantes del equipo 2025 |
| Corredor                          | Fecha de nacimiento         | Equipo previo                     |                             |
| --------------------------------- | --------------------------- | --------------------------------- | --------------------------- |
| Safia Al Sayegh                   | 23 de septiembre de 2001    |                                   |                             |
| Alena Amialiusik                  | 6 de febrero de 1989        | Canyon-SRAM Racing (2022)         |                             |
| Elynor Bäckstedt                  | 6 de diciembre de 2001      | Lidl-Trek (2024)                  |                             |
| Sofia Bertizzolo                  | 21 de agosto de 1997        | Liv Racing (2021)                 |                             |
| Brodie Chapman                    | 9 de abril de 1991          | Lidl-Trek (2024)                  |                             |
| Eleonora Gasparrini               | 25 de marzo de 2002         | Valcar-Travel & Service (2022)    |                             |
| Lara Gillespie                    | 21 de abril de 2001         | UAE Development Team (2024)       |                             |
| Lizzie Holden                     | 12 de septiembre de 1997    | Le Col-Wahoo (2022)               |                             |
| Alena Ivanchenko                  | 16 de noviembre de 2003     |                                   |                             |
| Elisa Longo Borghini              | 10 de diciembre de 1991     | Lidl-Trek (2024)                  |                             |
| Erica Magnaldi                    | 24 de agosto de 1992        | Ceratizit-WNT Pro Cycling (2021)  |                             |
| Greta Marturano                   | 14 de junio de 1998         | Fenix-Deceuninck (2024)           |                             |
| Tereza Neumanová                  | 9 de agosto de 1998         | Liv Racing TeqFind (2023)         |                             |
| Silvia Persico                    | 25 de julio de 1997         | Valcar-Travel & Service (2022)    |                             |
| Maëva Squiban                     | 19 de marzo de 2002         | Arkéa-B&B Hotels Women (2024)     |                             |
| Karlijn Swinkels                  | 28 de octubre de 1998       | Team Jumbo-Visma (2023)           |                             |
| Sofie van Rooijen                 | 13 de julio de 2002         | VolkerWessels (2024)              |                             |
| Dominika Włodarczyk               | 27 de enero de 2001         | MAT Atom Deweloper Wrocław (2023) |                             |
| Paula Blasi (16 de may–31 de dic) | 19 de febrero de 2003       | Massi Baix Ter (2024)             |                             |
|                                   |                             |                                   |                             |
| Fuente: ProCyclingStats           |                             |                                   |                             |